# Acacia campylophylla
Acacia campylophylla är en ärtväxtart som beskrevs av George Bentham. Acacia campylophylla ingår i släktet akacior, och familjen ärtväxter. Inga underarter finns listade i Catalogue of Life.